# Streets of Rage 4
Streets of Rage 4 es un juego perteneciente al género yo contra el barrio desarrollado por Dotemu, Lizardcube, y Guard Crush Games. Es una continuación de la serie Streets of Rage de Sega y fue publicado para Windows, Nintendo Switch, PlayStation 4 y Xbox One el 30 de abril de 2020.

## Argumento
Diez años después de los eventos de Streets of Rage 3, en los que el maestro del crimen Mr. X fue derrotado, la ciudad de Wood Oak cae bajo el control de un nuevo sindicato del crimen liderado por sus hijos, los mellizos Y, que planean lavar el cerebro a sus ciudadanos con música hipnótica. Para derrotarlos, unen fuerzas Blaze Fielding, Axel Stone, Adam Hunter, su hija Cherry Hunter y Floyd Iraia, un aprendiz del Dr. Zan mejorado con implantes cibernéticos.

## Jugabilidad
Manteniendo el mismo estilo de juego de anteriores entregas de la serie Streets of Rage, Streets of Rage 4 es un yo contra el barrio de scroll lateral en el que hasta cuatro jugadores de forma local o dos de forma online luchan contra hordas de enemigos ayudados por las armas e ítems disponibles. Además de los ataques estándar, cada personaje posee varios ataques especiales que pueden ser ejecutados perdiendo una pequeña parte de la barra de salud cada vez. En este juego, sin embargo, los jugadores pueden recuperar la salud perdida ejecutando seguidamente varios ataques sin ser golpeados. Cada personaje tiene también un "movimiento estrella" único, el cual puede ser ejecutado tras coger alguna de las estrellas esparcidas a lo largo de cada nivel. Se ha introducido un nuevo sistema que permite la realización de largos combos sin ser golpeado.
El modo de juego principal, o modo historia, hace avanzar a los jugadores a través de cada nivel, con escenas intercaladas que narran la historia, y con un selector de niveles tras completar dicho modo de juego. Los jugadores tienen un número de vidas limitado, dependiendo de los ajustes de dificultad, pero pueden ganar más alcanzando ciertas puntuaciones. Si todos los jugadores pierden sus vidas, tendrán que volver a jugar el nivel desde el principio, con la posibilidad de aumentar el número de vidas extra y estrellas, a costa de una puntuación más reducida. Al completar un nivel, los jugadores reciben un ranking basado en cuantos puntos han logrado reunir. Esos puntos ganados van acumulándose tras varias partidas, desbloqueando personajes de anteriores juegos con un estilo visual de 16 bits.
El juego también tiene un modo arcade, que reta a los jugadores a completar todo el juego con un número limitado de vidas, un modo de lucha solo contra los jefes y un modo de batalla competitivo que permite pelear a dos jugadores entre ellos. Otra opción disponible es la de audio retro, con pistas musicales de las versiones de Mega Drive/Genesis y Master System/Game Gear de los dos primeros juegos.

## Desarrollo
Tras el éxito de Wonder Boy: The Dragon's Trap, un remake de 2017 del juego de 1989 Wonder Boy III: The Dragon's Trap, la compañía Dotemu y la desarrolladora Lizardcube propusieron a Sega crear una secuela de la serie Streets of Rage. Sega accedió, licenciando la franquicia a Dotemu y la producción del juego comenzó a principios de 2018, con el anuncio ese agosto. El juego fue coproducido por Guard Crush Games, usando un engine modificado de su juego Streets of Fury, con un núcleo de desarrollo de cinco miembros entre las tres compañías. Cada personaje jugable de Streets of Rage 4 posee aproximadamente 1.000 fotogramas de animación, y los enemigos tienen aproximadamente de 300 a 400 fotogramas cada uno. Seaven Studio portabilizó el juego para PlayStation 4 y Nintendo Switch mientras BlitWorks lo portabilizó para Xbox One y Windows 10.

### Música
El compositor principal de la música del juego es Olivier Deriviere, con composiciones adicionales de Yuzo Koshiro, Motohiro Kawashima, Yoko Shimomura, Keiji Yamagishi, Harumi Fujita, Das Mörtal, and Groundislava. La banda sonora está estructurada de tal modo que Deriviere escribió los temas principales, mientras cada tema de lucha contra jefes fue escrito por uno de los compositores invitados. Koshiro no fue parte del proyecto desde el principio, pero se unió en junio de 2019 después de jugar una demo del juego en BitSummit, un festival de videojuegos independiente en Japón. Citó las peticiones de los fanes y como estaba progresando el proyecto como motivos para unirse al mismo. También estaba planeada la contribución de Hideki Naganuma, pero lo impidieron problemas de agenda y fue remplazado por Fujita. El juego incluye la posibilidad de cambiar la banda sonora por las de Streets of Rage y Streets of Rage 2.
La banda sonora fue publicada en formato digital junto con el juego el 30 de abril de 2020 por Brave Wave Productions, con una edición limitada en vinilo producida por Limited Run Games. Una edición en CD fue incluida con algunas versiones del juego, y Tee Lopes ha contribuido con un remix adicional para una edición exclusiva en CD con 15 pistas para aquellas personas que reservaron la edición física de Limited Run Games.

## Lanzamiento
El juego fue publicado para Microsoft Windows, Nintendo Switch, PlayStation 4, y Xbox One el 30 de abril de 2020. Una versión física limitada de las versiones para PlayStation 4 y Nintendo Switch de Limited Run Games se puso a la venta como edición estándar con cubierta reversible y edición clásica con estuche metálico y caja al estilo Sega Genesis. También se ofreció una edición limitada que incluía la banda sonora en CD, una estatuilla de siete pulgadas, una bola antiestrés y un libro de arte. Otra versión física para PS4, Switch y Xbox One fue lanzada por Signature Edition en dos ediciones, una estándar con un llavero y una "signature edition" con la banda sonora en CD, pines y una bandana. Tras el anuncio de otras ediciones físicas Dotemu y Limited Run Games anunciaron a su vez que todas las reservas de sus ediciones físicas incluirían un CD complementario con un remix de Tee Lopes, así como Steam keys gratuitas para quienes reservaron la edición limitada.

## Recepción
Streets of Rage 4 recibió generalmente opiniones positivas, de acuerdo con Metacritic.
Leo Faierman de The Sydney Morning Herald dijo que "los gráficos, sonidos y mecánicas no son tan punteras en 2020 como lo eran los originales a principios de los noventa, pero el equilibrio entre abrazar la nostalgia y reformular la lucha callejera para la década actual pega de maravilla". Heidi Kemps de GameSpot dijo que el juego "se ve genial, suena genial, y se juega muy bien" y que incluso "si la experiencia es relativamente corta, es el tipo de juego que tus amigos y tú disfrutaréis jugando y rejugando". Michael Huber de Easy Allies declaró que Streets of Rage 4 revitaliza la serie de forma maestra, describiendo el combate y la banda sonora como puntos fuertes, pero criticando los componentes online en la fecha de lanzamiento. Dale Driver de IGN dijo que "sigue siendo una actualización muy conservadora de un formato con un cuarto de siglo que se percibe como un esclavo del pasado". Joe Juba de Game Informer acepta que "se percibe como un homenaje a los noventa, pero también está estancado en esa era".